# Sally Rocks
Die Sally Rocks sind eine kleine Gruppe von Klippenfelsen im Archipel der Südlichen Shetlandinseln. In der South Bay der Livingston-Insel liegen sie unmittelbar nördlich des Miers Bluff.
Der britische Seefahrer James Weddell benannte zwischen 1820 und 1823 eine vermeintliche Bucht südlich des Johnsons Dock als Sallys Cove. Auf Luftaufnahmen der Falkland Islands and Dependencies Aerial Survey Expedition aus den Jahren zwischen 1956 und 1957 konnte eine solche Bucht nicht identifiziert werden. Das UK Antarctic Place-Names Committee übertrug Weddells Benennung 1961 aus Gründen historischer Kontinuität auf die hier beschriebenen Felsen. Der weitere Benennungshintergrund ist nicht überliefert.